# Cidade Ocidental
Cidade Ocidental es un municipio brasileño del estado de Goiás. Su población estimada en 2018 era de 69 829 habitantes, según el Instituto Brasileño de Geografía y Estadística (IBGE).

## Clima
Según la clasificación climática de Köppen, el municipio se encuentra en el clima subtropical húmedo Cwa. En 2010, un extraño tornado de baja escala alcanzó el Jardín ABC y el área rural de la ciudad, arrastrando dos coches por 50 metros y afectando casas.